# Карасин (Сошичненська сільська громада)
Кара́син — село в Україні, у Сошичненській громаді Камінь-Каширського району Волинської області. Населення становить 703 особи.

## Географія
Селом протікає річка Стобихівка.

## Історія
У 1906 році село Городківської волості Луцького повіту Волинської губернії. Відстань від повітового міста 88 верст, від волості 11. Дворів 176, мешканців 1120.

## Населення
Згідно з переписом УРСР 1989 року чисельність наявного населення села становила 703 особи, з яких 348 чоловіків та 355 жінок.
За переписом населення України 2001 року в селі мешкало 658 осіб.

### Мова
Розподіл населення за рідною мовою за даними перепису 2001 року:
| Мова       | Відсоток |
| ---------- | -------- |
| українська | 99,85 %  |
| російська  | 0,15 %   |